# Federico Villagra
Federico Villagra (* 21. Mai 1969) ist ein argentinischer Rallyefahrer. Zurzeit fährt er für das Munchi’s Ford World Rally Team in der Rallye-Weltmeisterschaft.

## Karriere

### Motocross

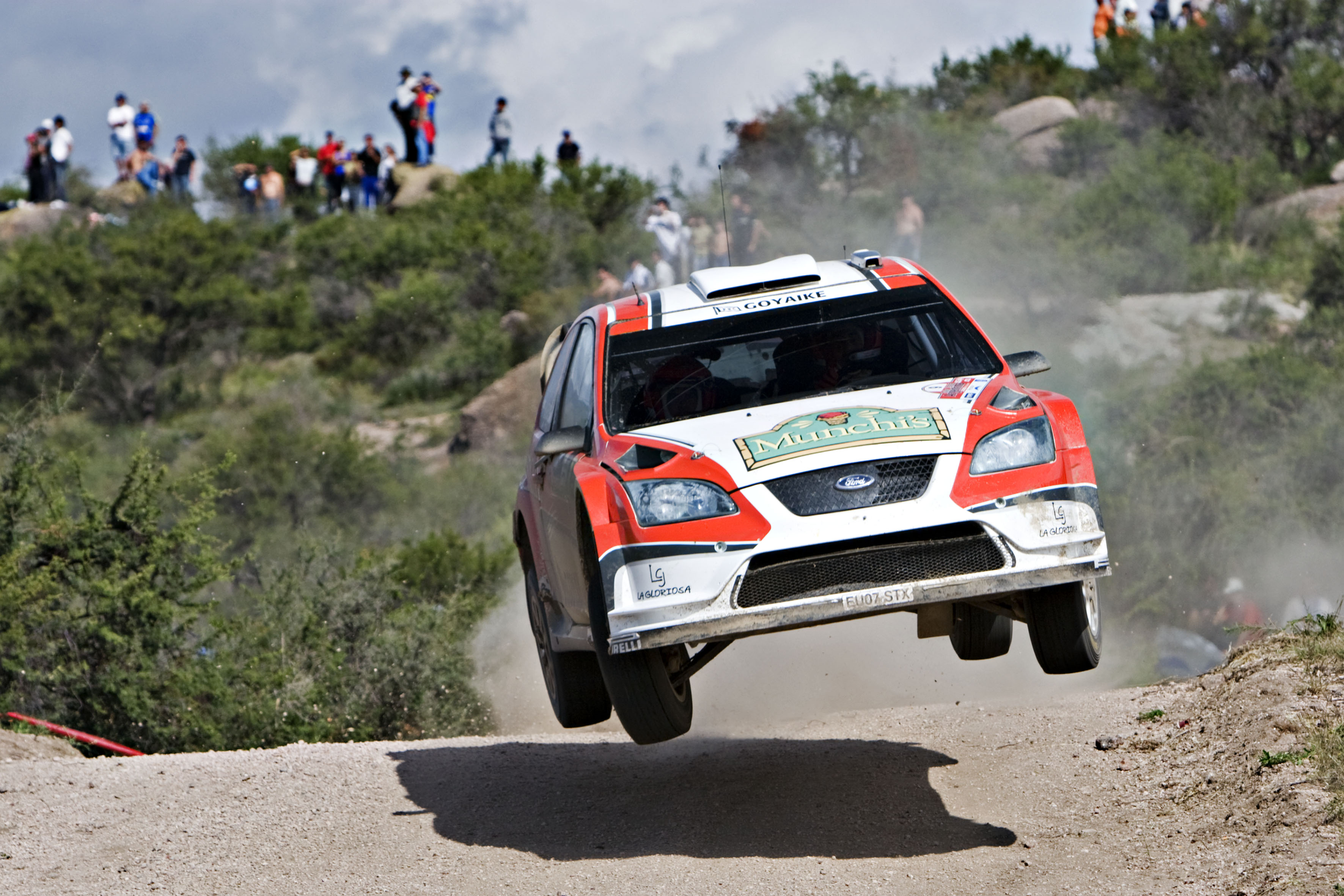
Frederico Villagra während der Rallye Argentinien 2008

Im Alter von zehn Jahren begann Villagra seine Motorsportkarriere mit Motocross-Rennen. 1997 nahm er zusammen mit seinem Bruder Javier an einer ersten argentinischen Rallyeveranstaltung teil. Schon im selben Jahr gab er sein Debüt in der WRC, beim Weltmeisterschaftslauf in seinem Heimatland und wurde in der Klasse F2 Dritter.

### Rallyesport
Sieben Jahre in Folge wurde er argentinischer Rallyemeister, von 2001 bis 2005 in der Klasse N4, 2006 und 2007 in der Klasse N.

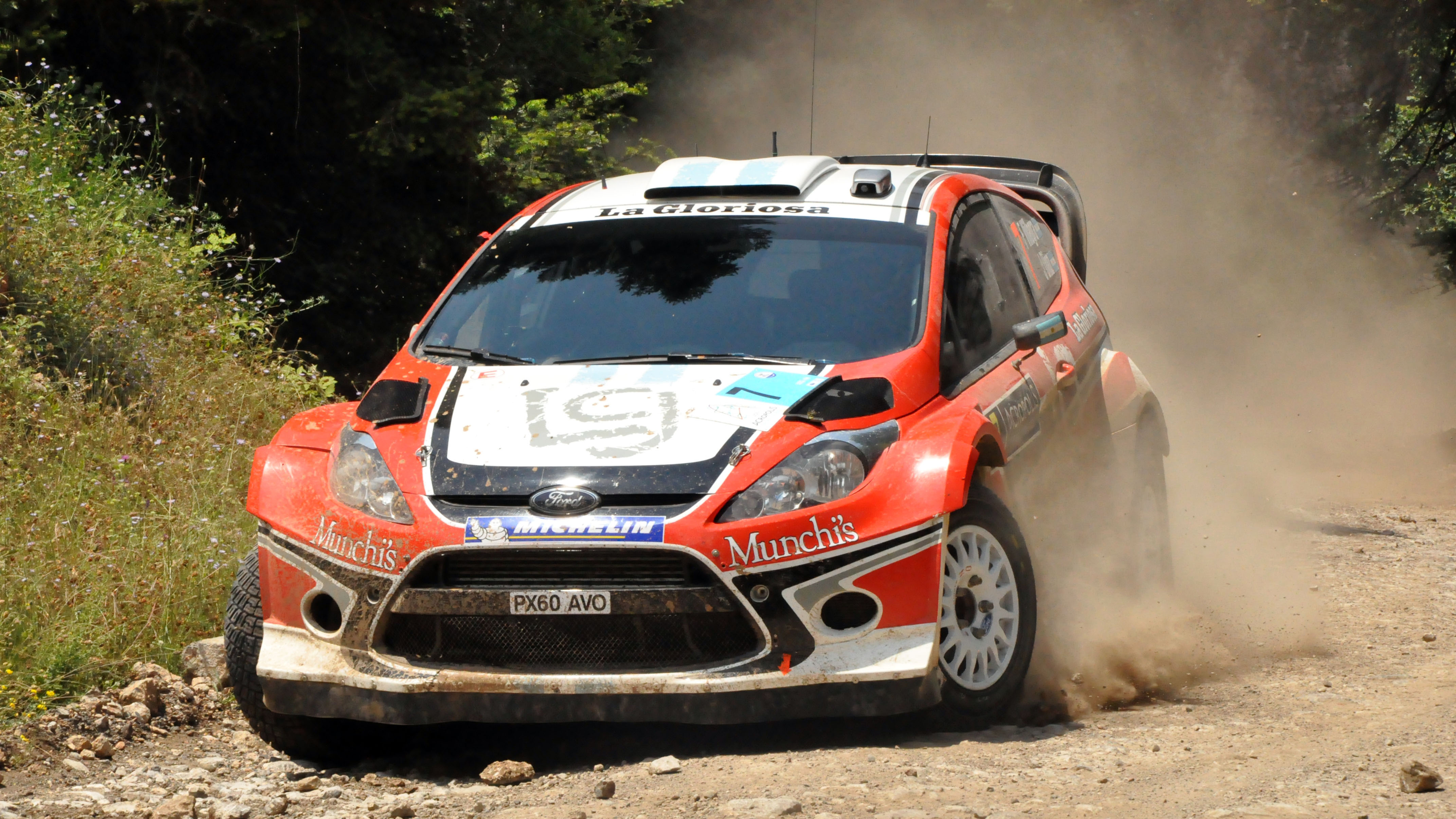
Im Ford Fiesta RS WRC bei der Rallye Griechenland 2011

2007 wurde er dann vom Munchi’s Ford World Rally Team unter Vertrag genommen. Bei der Rallye Japan wurde er in diesem Jahr Gesamtsiebter und erreichte so seine ersten Weltmeisterschaftspunkte. In der Saison 2008 bestritt er insgesamt zehn Rallyes in der WRC und erreichte dabei einen siebten und zwei sechste Plätze.
In der Saison 2008 bestritt er zehn WRC-Läufe und erreichte dabei viermal die Punkteränge. Bei der Rallye Jordanien und der Rallye Sardinien erzielte Villagra mit je sechsten Gesamträngen seine besten Ergebnisse. 2009 wurde er wieder Argentinischer Rallye-Meister. In der Rallye-Weltmeisterschaft 2009 nahm er an acht Läufen teil. Dort schaffte er zweimal, bei seiner Heimrallye und der Rallye Griechenland, Gesamtvierter zu werden. Auf Sardinien musste er, wegen seines akut erkrankten Beifahrers, die Rallye abbrechen, kam aber bei allen anderen gestarteten WM-Läufen unter die ersten Acht und beendete die Saison als WM-Neunter.  2010 gelang ihm die gleiche WM-Endplatzierung und der nächste Titel in der Argentinischen Rallye-Meisterschaft. In der Rallye-Weltmeisterschaft 2011 wechselte er in das Ford Fiesta RS World Rally Car und startete, nach wie vor, für das Munchi’s Ford WRT. Villagra startete bei der Rallye Mexiko 2011, wo er Neunter wurde, in die Saison. Verbesserte sich in Portugal auf den achten Gesamtrang. Siebter wurde er bei der Rallye Jordanien 2011 und erreichte bei seiner diesjährigen Heimrallye mit dem sechsten Platz sein bestes Saisonergebnis. In Griechenland verhinderte ein Motorschaden seine Zielankunft. Bei seinem siebten und letzten WRC-Start, in diesem Jahr, belegte er den 18. Platz und beendete die Weltmeisterschaft als 13. der WM-Tabelle. Die argentinische Rallyemeisterschaft gewann er 2011 zum zehnten Mal.